# Truyền hình độ nét chuẩn

Một số độ phân giải truyền hình: 8K UHDTV, 4K UHDTV, 1080p HDTV, và 480i SDTV (SD trong hình).

Truyền hình độ nét chuẩn, hay còn được biết đến là SDTV (viết tắt của Standard Definition in Television), là loại kỹ thuật phát truyền hình với một trong hai độ phân giải phổ biến nhất là 480i và 576i. Kỹ thuật phát này được gọi là chuẩn vì nó rất phổ biến trong cuối thế kỷ XX và đầu thế kỷ XXI, trước khi bị thay thế bởi truyền hình độ nét cao.
Tại Hoa Kỳ, SDTV kỹ thuật số phát sóng với tỉ lệ 4:3 giống như các tín hiệu NTSC với màn hình rộng mà phần trung tâm bị cắt. Tuy nhiên, các quốc gia khác trên thế giới dùng hệ thống màu PAL hay SECAM, truyền hình độ nét chuẩn hiện nay dùng với tỉ lệ 16:9 với sự chuyển giao công nghệ vào giữa những năm thập niên 1990 và  2000.

## Tỉ lệ điểm ảnh
| Định dạng Video | Độ phân giải                    | Tỉ lệ của điểm ảnh | Sau khi mở rộng chiều ngang |
| --------------- | ------------------------------- | ------------------ | --------------------------- |
| 576i 4:3        | 704×576                         | 12:11              | 768×576                     |
| 576i 4:3        | 720×576 (bỏ khoảng trống ngang) | 12:11              | 768×576                     |
| 576i 4:3        | 720×576 (đầy đủ)                | 12:11              | 786×576                     |
| 576i 16:9       | 704×576                         | 16:11              | 1024×576                    |
| 576i 16:9       | 720×576 (bỏ khoảng trống ngang) | 16:11              | 1024×576                    |
| 576i 16:9       | 720×576 (đầy đủ)                | 16:11              | 1048×576                    |
| 480i 4:3        | 704×480                         | 10:11              | 640×480                     |
| 480i 4:3        | 720×480 (bỏ khoảng trống ngang) | 10:11              | 640×480                     |
| 480i 4:3        | 720×480 (đầy đủ)                | 10:11              | 654×480                     |
| 480i 16:9       | 704×480                         | 40:33              | 853×480                     |
| 480i 16:9       | 720×480 (bỏ khoảng trống ngang) | 40:33              | 853×480                     |
| 480i 16:9       | 720×480 (đầy đủ)                | 40:33              | 872×480                     |